# Gryon chelinideae
Gryon chelinideae är en stekelart som beskrevs av Lubomir Masner 1983. Gryon chelinideae ingår i släktet Gryon och familjen Scelionidae. Inga underarter finns listade i Catalogue of Life.